# جورج دبليو. مورغان
جورج دبليو. مورغان (بالإنجليزية: George W. Morgan)‏ هو ضابط ودبلوماسي ومحامي وسياسي أمريكي، ولد في 20 سبتمبر 1820 في مقاطعة واشنطن في الولايات المتحدة، وتوفي في 26 يوليو 1893 في الولايات المتحدة. حزبياً، نشط في الحزب الديمقراطي. وقد انتخب عضو مجلس النواب الأمريكي.